# Korlátolt felelősségű társaság
Ez a cikk a társasági formáról szól. A KFT együttessel kapcsolatban lásd a KFT (együttes) szócikket.

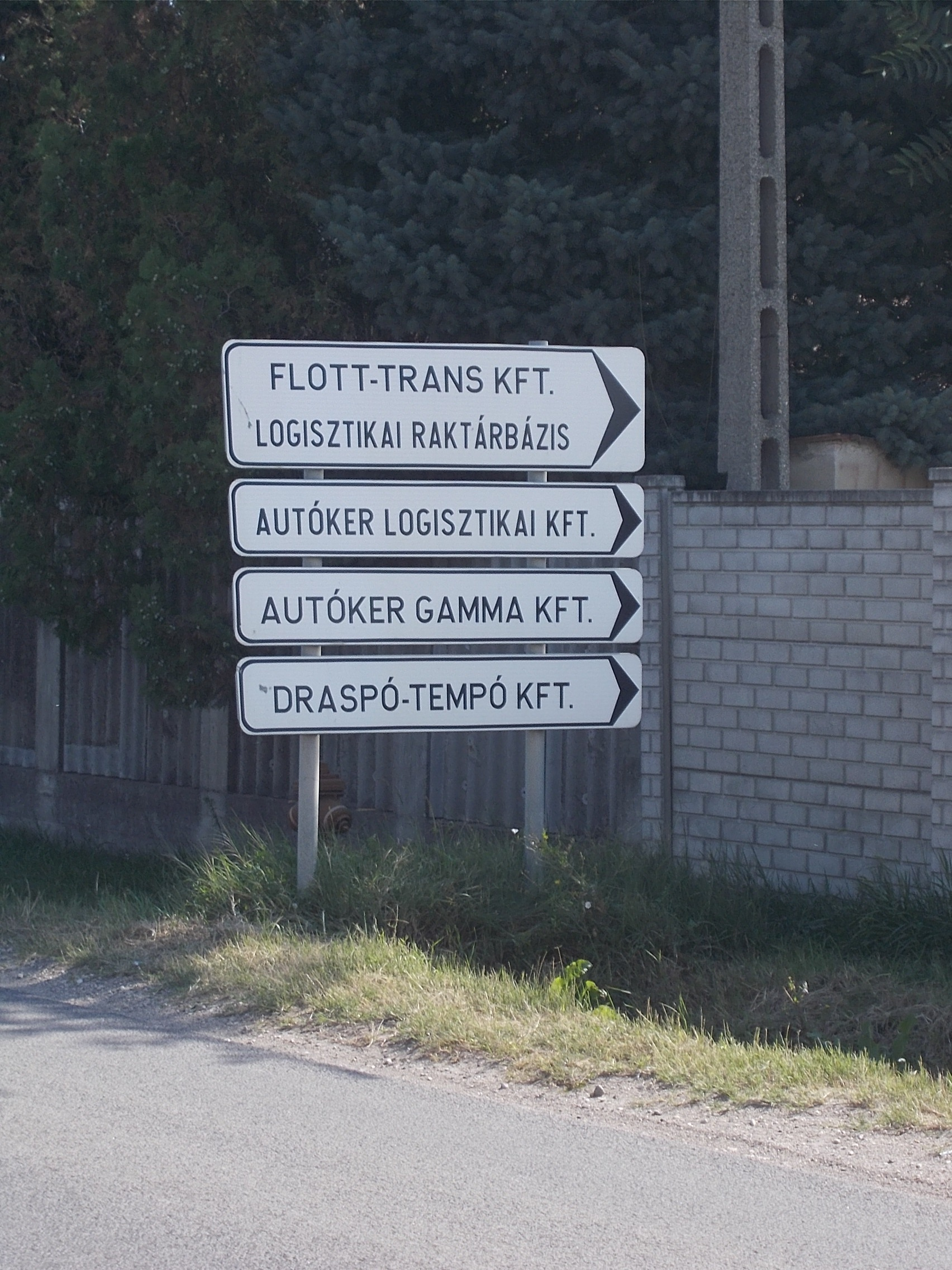
Különböző kft.-ket jelző táblák Gyálon

A korlátolt felelősségű társaság (röviden kft., amit csak cégnévben és kezdőhelyzetben kezdünk nagybetűvel) a gazdasági társaságok (külföldön a kereskedelmi társaságok) egyik típusa, jogi személy. A kis- és középvállalkozások kedvelt társasági formája belföldön és egyes külföldi országokban, különösen Németországban.
A kft. olyan gazdasági társaság, amely meghatározott összegű törzsbetétekből álló törzstőkével indul, és amelyben a tagok kötelezettsége alapvetően csak saját vagyoni hozzájárulásuk befizetésére terjed ki. A kft. ügyvezetője viszont korlátlan módon, egész vagyonával felel tartozásaiért a hitelezőknek szándékos károkozás esetén. Inkább személyegyesülés jellegű társaság, részvényt vagy kötvényt nem bocsát ki.
A magyar korlátolt felelősségű társaságnak megfelelő német forma a Gesellschaft mit beschränkter Haftung (GmbH). A legfontosabb külföldi jogok ismerik ezt a társasági formát, bár Franciaországban, Hollandiában és az angolszász jogterületen csak a 20. század harmadik harmadában vezették be. Ez utóbbi jogterületen ilyen például a limited liability company (LLC, az Egyesült Államokban) vagy a limited company (Ltd., az Egyesült Királyságban).

## Fogalma
Magyarországon a 2013. évi V. törvény (Polgári Törvénykönyv) határozza meg a kft. fogalmát.

„ A korlátolt felelősségű társaság (kft.) olyan gazdasági társaság, amely előre meghatározott összegű törzsbetétekből álló törzstőkével alakul, és amelynél a tag kötelezettsége a társasággal szemben törzsbetétének szolgáltatására és a társasági szerződésben megállapított egyéb vagyoni értékű szolgáltatásra terjed ki. A társaság kötelezettségeiért – ha e törvény eltérően nem rendelkezik – a tag nem köteles helytállni.”

## Története
A kft. a kereskedelmi társaságok legkésőbb kialakult formája. Dániából ered. A korlátolt felelősségű társaság Németországban alakult ki. Olyan ritka kereskedelmi jogintézmény, amelyet a jogtudomány alkotott. Korábban a részvénytársaság volt az egyedüli társasági forma, amely a vállalkozásban résztvevők számára korlátolt felelősséget biztosított. Mivel azonban rengeteg jelentéktelen részvénytársaság alakult, a kis- és középvállalatok számára tehát egyszerűbb vállalkozási formát kellett találni (különösen az 1884. évi német részvényjogi novella után, amikortól részvénytársaság csak nagy alaptőkével rendelkező vállalkozás lehetett). A korlátolt felelősségű társasági forma megalkotásánál 1892-ben tehát megtartották a korlátolt felelősséget, de ezt összekötötték a személyegyesülések bizalomra építő együttműködésével. Ezáltal csökkentették a részvénytársaságokra jellemző formalizmust, és az ellenőrzéssel járó költségeket. A kft. rövidesen a legnépszerűbb kereskedelmi társasági forma lett.
Magyarországon a kft. hiánya a liberális részvényjogi szabályok miatt sokáig nem volt szembetűnő. Az 1920-as évek végének gazdasági válsága tette végül is szükségessé, hogy az országgyűlés elfogadja a Kuncz Ödön készítette törvényjavaslatot (1930. évi V. tc.).
Magyarországon a gazdasági társaságokról szóló 1989. január 1-jén életbe lépett 1988. évi VI. törvény határozta meg az egyik gazdasági társaság típusként, másik öt mellett (Bt., Rt., KKT (GMK), közös vállalat, egyesülés).  A törzstőke összege egymillió forintban került meghatározásra, amelyből min. 500 000 Ft pénzösszeg kellett legyen. Az előírt törzstőke összege 1997-ben 3 millió Ft-ra emelkedett, majd ez csökkent 2007-ben 500 ezer forintra, majd újra 3 millió Ft-ra emelkedett a 2014. március 15-én hatályba lépett 2013. évi V. törvény (új Ptk.) rendelkezéseinek megfelelően.
| Év   | Korlátolt felelősségű társaságok száma |
| ---- | -------------------------------------- |
| 1990 | 18 317                                 |
| 1991 | 41 204                                 |
| 1992 | 57 262                                 |
| 1993 | 72 897                                 |
| 1994 | 87 957                                 |
| 1995 | 102 697                                |
| 1996 | 122 044                                |
| 1997 | 143 109                                |
| 1998 | 157 990                                |
| 1999 | 160 647                                |
| 2000 | 167 033                                |
| 2001 | 172 919                                |
| 2002 | 182 242                                |
| 2003 | 193 247                                |
| 2004 | 209 720                                |
| 2005 | 224 146                                |
| 2006 | 238 411                                |
| 2007 | 257 347                                |
| 2008 | 292 165                                |
| 2009 | 319 849                                |
| 2010 | 350 245                                |
| 2011 | 388 426                                |
| 2012 | 405 077                                |
| 2013 | 413 836                                |
| 2014 | 412 636                                |
| 2015 | 398 161                                |
| 2016 | 385 938                                |
| 2017 | 380 082                                |
| 2018 | 376 304                                |
| 2019 | 375 884                                |
| 2020 | 380 870                                |
| 2021 | 398 016                                |

## Szervezete

### Legfőbb szerv
A kft. legfőbb szerve a taggyűlés, amit évente legalább egyszer kötelező összehívni.
A beszámoló elfogadására ezen túl a gazdálkodást érintő lényeges kérdések eldöntésekor kell összehívni.

### Operatív szerv
A kft. esetében az ügyvezető látja el a társaság ügyeinek intézését (mérleg, vagyonkimutatás stb.).
Az ügyvezető köteles a társaság adatairól a tagoknak felvilágosítást adni.

## A 2014. március 15-ével hatályba lépett változások
A kft.-knek két éven belül, azaz 2016. március 15-e előtt hárommillió Ft-ra kell emelniük törzstőkéjüket. Ha a társasági szerződésük változik, akkor már 2014-ben fennáll ez a kötelezettség. Mivel nyilvánvalóvá vált, hogy több tízezer cég ennek a kötelezettségnek a törvényes határidőben várhatóan nem tud/fog eleget tenni, 2016-ban Gulyás Gergely miniszter egyéni képviselői törvényjavaslatot nyújtott be ezen kötelezettség teljesítési határidejének 1 évvel való meghosszabbítására.Az Országgyűlés ezt a határidőt 2017. március 15-ig meghosszabbította. 

## Jogi szabályozása Németországban
Németországban a Gesellschaft mit beschränkter Haftung (rövidítve GmbH) a leginkább elterjedt társasági forma. Létrehozhatják mind jogi, mind magánszemélyek is. A német jog szerint is a társaság alaptőkéjével, vagyonával felel üzleti tevékenységeiért. A német kft.-t akár egy magánszemély is megalapíthatja, de legfeljebb 50 magánszemély hozhat létre egy GmbH-t. Az alapítási jog nem korlátozódik csupán a német állampolgárokra, bármilyen nemzetiségű, állampolgárságú személy létrehozhat Németországban kft.-t, egyetlen feltétel a büntetlen előélet, amelyről közjegyző előtt saját felelősségre köteles nyilatkoznia az ügyvezető(k)nek és a tulajdonos(ok)nak. A cég minimum törzstőkéje 25 000 euró, aminek legalább felét, azaz 12 500 eurót kell annak alapításakor befizetni a cég újonnan megnyitott számlájára, amit később, a bejegyzés megtörténte után, folyószámlává alakít át a bank. A döntés, hogy az alapításnál a tulajdonos(ok) a teljes alaptőkét vagy mindössze 12 500 eurót fizetnek be, az ő döntésükre van bízva, amit a közjegyző előtt kell az alapítás pillanatában meghatározniuk. Ez független a tulajdonosok létszámától. A tulajdonosok apportot, azaz tárgyi vagyont is bevihetnek a társaságba, ami aztán az alaptőke részét fogja képezni.
A GmbH-alapítás a társasági szerződés elkészítésével kezdődik. A társasági szerződésben szerepelnie kell a cég törzstőkéjének, a székhely címének, az osztalék felosztásával kapcsolatos szabályoknak, az éves taggyűlésre vonatkozó leírásnak, a könyvelési szabályzatnak, s ebben kell meghatározni a társaság tevékenységi köreit is. A GmbH viszonylag rövid idő alatt bejegyzésre kerül, 2-3 hét elteltével már ki is bocsátja a cégbíróság a végzést, ami igazolja, hogy a társaság hivatalos jogi személyiség, s rendelkezik cégjegyzékszámmal, amit követően kérvényezhetó a német és az EU-s adószám is, aminek a kibocsátását a GmbH székhelye alapján illetékes adóhivatal végzi. A gazdasági társaság többnyire pár hét alatt megkapja a közösségi adószámot, ám kivételes esetekben akár hónapokig is elhúzódhat a procedúra.
2008 óta létezik a GmbH-nak egy egyszerűbb formája is Németországban, az Unternehmergesellschaft (UG). Ezen a néven képeztek egy olyan változatot, amelybe alig kell pénzt betenni.
A két cégforma között csupán a törzstőke mértékében van különbség: amíg a GmbH alaptőkéje minimálisan 25 000 euró, addig az UG-t 1 euró alaptőkével is meg lehet alapítani. Az UG tulajdonosa azonban 5 naptári éven belül fel kell tőkésítse a társaságot, ami azt jelenti, hogy ez idő alatt a cég által kitermelt profit 25 százalékát bent kell hagynia a cég számláján, amíg össze nem gyűlik a 25 000 euró, esetleg apportokat vásárolhat, amik átírhatóak cégvagyonná.